# 15 minuti - Follia omicida a New York
15 minuti - Follia omicida a New York (15 Minutes) è un film statunitense del 2001 diretto da John Herzfeld, con Robert De Niro e Edward Burns.
Il titolo del film prende spunto dalla famosa frase di Andy Warhol: «Nel futuro ognuno sarà famoso nel mondo per 15 minuti».

## Trama
Il detective Eddie Flemming indaga, insieme al detective dei vigili del fuoco Jordy Warsaw, su un duplice omicidio mascherato da incendio. Durante le indagini, mentre Eddie pensa alla proposta di matrimonio da fare alla giornalista Karas, Warsaw si innamora dell'unica testimone, l'immigrata clandestina Daphne, cosa che fa andare su tutte le furie Eddie. La sera stessa in cui decide di proporsi, Eddie viene legato e torturato dai due responsabili dell'omicidio, il ceco Emil Slovak e il russo Oleg Razgul, che da quando è sbarcato negli Stati Uniti filma tutto ciò che lui e il suo complice fanno, omicidi compresi.
Emil, che in realtà voleva recuperare la refurtiva di un colpo dal suo complice che ha ucciso in un momento di violenza, adesso ha intenzione di uccidere Eddie e di riprendere il tutto per farsi prendere, dichiarare pazzo e poi, una volta uscito dal manicomio, vendere i diritti della sua storia per fare un sacco di soldi. Vende quindi il video in cui riprende la morte di Eddie al giornalista Robert Hawkins, sempre in cerca di notizie e scoop, che decide di mandare in onda il video senza avvisare la polizia.
Scoperto l'accaduto, Warsav, durante la cattura di Emil avvenuta nel ristorante in cui doveva incontrare il suo avvocato, lo rapisce ma non riesce a portare a termine il suo proposito di vendetta, e vede così il pluriomicida andare verso il manicomio con il sorriso stampato sulla faccia, convinto di aver vinto. Ma Oleg, che aveva litigato la sera al ristorante con Emil perché questo si voleva prendere tutto il merito e i diritti del video, porta a Robert Hawkins il video in cui Emil rivela le sue intenzioni a Eddie.
A questo punto si scatena una sparatoria, ma Warsav riesce a sparare a Emil, che avendo preso per ostaggio proprio la ragazza di Eddie, credeva di essere al sicuro. Anche Oleg viene colpito a morte, ma continua a filmarsi, convinto che quel video estremo segnerà la sua consacrazione a regista, come per il suo idolo, Frank Capra.

## Produzione
Nel film appare in un cameo l'attrice Charlize Theron, per rendere un favore al regista che l'aveva lanciata nel film Due giorni senza respiro. Fanno una comparsa anche Kim Cattrall e Roseanne Barr, quest'ultima nel ruolo di sé stessa.